# Rhodosciadium
Rhodosciadium là chi thực vật có hoa trong họ Apiaceae.